# Cal Serra (la Baronia de Rialb)
Cal Serra era una casa pairal del municipi de la Baronia de Rialb (Noguera) inclosa en l'Inventari del Patrimoni Arquitectònic de Catalunya.

## Descripció
Era una casa pairal de tres plantes més golfes. Façana amb composició simètrica d'obertures amb portal d'arc rebaixat a la dreta, planta amb tres finestretes, segona planta noble amb dues balconades i finestra central i planta sota coberta amb tres finestretes. Coberta a dos vessants. Coberts agrícoles annexes i cobert de garatge. Hi havia una data a la llinda de la porta: "ANY 1822 / JOSEPH / SERRA".